# Salvador Furés
Salvador Furés fou un compositor català que va estar actiu durant el darrer quart del segle xix i principis del segle xx.
Es conserven obres seves en l'Arxiu de la Catedral-Basílica del Sant Esperit de Terrassa i en l'Arxiu Comarcal de l'Urgell (Tàrrega) als fons musicals de Ramon Florensa (TagRF).

## Obres
- Lanceros Los Granadillos: música per a orquestra amb tonalitat de Fa M.
- Dos Pasdobles: composició instrumental per a flautí, dos clarinets, dos cornetes, dos fiscorns, trombó i baix.
- Americana de violines: música per a orquestra.
- Americana La Celosia Española La Bergarense: música per a orquestra.
- Americana Lingrata Española La madrileña: música per a orquestra.
- Schotisch El Fausto Americana La felicidad: música per a orquestra.
- Mazurca La toca Polca mi Prima: música per a orquestra.
- Música per a orquestra: per a dos clarinets, dos cornetins, fiscorn, dos trombons, bombardí i baix amb la tonalitat de Re M.
- Schotisch el Conserje americana La Cavilla: música per a orquestra.
- Marxes per a orquestra: 2 marxes per a processó.